# Уй (Франция)
Уй (фр. Houilles) — город и муниципалитет во Франции, в регионе Иль-де-Франс, департамент Ивелин. Население составляло 31 952 чел. в 2011 году, по данным на 2019 год — 32 801 чел.
Муниципалитет расположен на расстоянии около 15 км к северо-западу от Парижа, на 14 км севернее Версаля.

## Экономика
В 2010 году среди 21 242 человек трудоспособного возраста (15-64 лет) 16 640 были активными, 4602 — неактивными (показатель активности 78,3 %, в 1999 году было 75,1 %). Из 16 640 активных жителей работало 15 349 человек (7553 мужчины и 7796 женщин), безработными было 1291 (697 мужчин и 594 женщины). Среди 4602 неактивных 2158 человек были учениками или студентами, 1398 — пенсионерами, 1046 были неактивными по другим причинам.
В 2010 году в муниципалитете числилось 13 097 налогооблагаемых домохозяйств, в которых проживали 32 687 человек, медиана доходов составляла 25 758 евро на одного личного потребителя.

## Известные уроженцы
- Жан-Клод Брондани — французский дзюдоист лёгкой весовой категории, бронзовый призёр летних Олимпийских игр в Мюнхене, серебряный и дважды бронзовый призёр чемпионатов Европы.
- Ивонна Лорио — французская пианистка и педагог.
- Паскаль Барре — французский спринтер, бронзовый призёр летних Олимпийских игр 1980 года в Москве.

## Города-побратимы
Городами-побратимами являются:
- Португалия Селорику-ди-Башту
- Англия Чешем[англ.]
- Германия Фридрихсдорф
- Франция Шельшер[англ.], Мартиника